# 刘瑶 (辽朝)
刘瑶，辽朝官员。
乾统五年（1105年）七月，担任燕京三河县令。他为政清廉，有治理政绩。他主持修路修桥数十处，工程时节省民力，不违农时。发现县内宣圣孔庙已然凋敝，于是重修孔庙，孔子像以《三礼图》为准，前列十哲，壁画七十二贤。